# Stazione meteorologica di Capo Bellavista
La stazione meteorologica di Capo Bellavista (in sardo Istazione meteoròlogica de Cabu Bellavista) è la stazione meteorologica di riferimento per il servizio meteorologico dell'Aeronautica Militare e per l'Organizzazione mondiale della meteorologia, relativa all'omonima località costiera della provincia di Nuoro.

## Caratteristiche

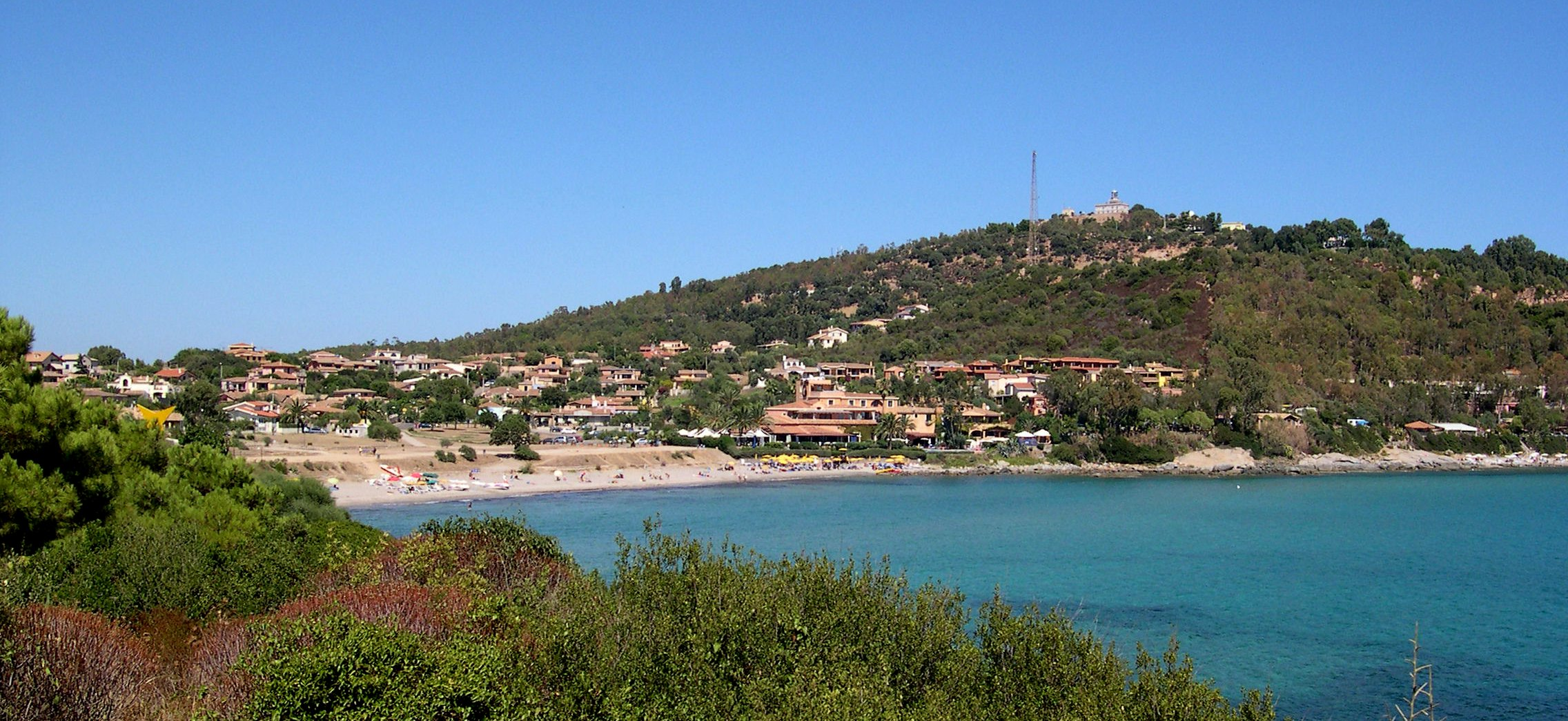
Veduta di capo Bellavista su cui svetta il faro dove ha sede l'osservatorio meteorologico

La stazione meteorologica si trova nell'Italia insulare, in Sardegna, nella provincia di Nuoro, nel comune di Tortolì, a 156 metri s.l.m. e alle coordinate geografiche 39°55′49.27″N 9°42′48.06″E. La sua ubicazione è ad 1 km in linea d'aria dall'aeroporto di Arbatax, per il quale fornisce messaggi metar, synop e syrep finalizzati all'assistenza alla navigazione aerea.
La stazione meteorologica, operativa dal 1914 per la Regia Marina, entrò a far parte della rete del Servizio Meteorologico dell'Aeronautica Militare a partire dal 1933, anno in cui venne dismessa la stazione meteorologica di Arbatax. A partire dal 1º settembre 1936 divenne ufficialmente un osservatorio meteorologico di prima classe mantenendo la sua ubicazione presso il semaforo marittimo della Marina Militare.
Oltre a rilevare i dati relativi a temperatura, precipitazioni, pressione atmosferica, umidità relativa, direzione e velocità del vento, la stazione è collegata ad una boa situata nell'antistante settore ovest del mar Tirreno centrale, grazie alla quale è possibile osservare lo stato del mare, l'altezza dell'onda marina, la direzione dell'onda stessa, oltre alla lunghezza e all'altezza dell'onda morta (onda non più soggetta all'azione diretta del vento).
Inoltre, quella di capo Bellavista è una delle stazioni meteorologiche ufficiali italiane aderenti al programma GCOS (Global Climate Observation System) della WMO.

## Medie climatiche ufficiali

### Dati climatologici 1981-2010
In base alla media trentennale 1981-2010, la temperatura media dei mesi più freddi, gennaio e febbraio, si attesta a quasi +10,3 °C; quella del mese più caldo, agosto, è di +26,3 °C. Nel trentennio esaminato, la temperatura massima assoluta di +42,0 °C è stata registrata nel giugno 1982, mentre la temperatura minima assoluta di -2,0 °C risale al gennaio 1985. Mediamente si contano annualmente 44,1 giorni con temperatura massima eguale o superiore ai 30 °C e 0,5 giorni di gelo.
Le precipitazioni medie annue sono di 497,9 mm, mediamente distribuite in 55 giorni di pioggia, con un picco in autunno ed un minimo tra metà primavera ed inizio autunno, molto accentuato nella stagione estiva.
| Capo Bellavista (1981-2010)     | Mesi        | Mesi        | Mesi        | Mesi        | Mesi        | Mesi        | Mesi        | Mesi        | Mesi        | Mesi        | Mesi        | Mesi        | Stagioni | Stagioni | Stagioni | Stagioni | Anno  |
| Capo Bellavista (1981-2010)     | Gen         | Feb         | Mar         | Apr         | Mag         | Giu         | Lug         | Ago         | Set         | Ott         | Nov         | Dic         | Inv      | Pri      | Est      | Aut      | Anno  |
| ------------------------------- | ----------- | ----------- | ----------- | ----------- | ----------- | ----------- | ----------- | ----------- | ----------- | ----------- | ----------- | ----------- | -------- | -------- | -------- | -------- | ----- |
| T. max. media (°C)              | 13,7        | 13,9        | 15,9        | 18,3        | 22,1        | 26,5        | 29,9        | 30,6        | 27,0        | 22,8        | 17,9        | 14,8        | 14,1     | 18,8     | 29,0     | 22,6     | 21,1  |
| T. min. media (°C)              | 7,8         | 7,6         | 9,0         | 10,9        | 14,5        | 18,3        | 21,4        | 22,0        | 19,0        | 15,9        | 11,9        | 9,1         | 8,2      | 11,5     | 20,6     | 15,6     | 14,0  |
| T. max. assoluta (°C)           | 22,8 (2003) | 25,0 (2010) | 31,4 (2001) | 29,4 (1998) | 33,0 (2006) | 42,0 (1982) | 38,2 (2000) | 40,8 (2003) | 35,4 (2009) | 31,0 (2006) | 26,8 (2009) | 27,0 (2009) | 27,0     | 33,0     | 42,0     | 35,4     | 42,0  |
| T. min. assoluta (°C)           | −2,0 (1985) | 0,0 (1986)  | 1,0 (2007)  | 5,2 (1994)  | 6,4 (1991)  | 10,4 (2006) | 14,8 (1990) | 14,6 (1995) | 12,0 (1993) | 7,8 (1993)  | 2,2 (2005)  | −1,6 (1996) | −2,0     | 1,0      | 10,4     | 2,2      | −2,0  |
| Giorni di calura (Tmax ≥ 30 °C) | 0           | 0           | 0           | 0           | 0,1         | 3,7         | 16,3        | 19,8        | 4,1         | 0,1         | 0,0         | 0,0         | 0,0      | 0,1      | 39,8     | 4,2      | 44,1  |
| Giorni di gelo (Tmin ≤ 0 °C)    | 0,3         | 0,1         | 0,0         | 0,0         | 0,0         | 0,0         | 0,0         | 0,0         | 0,0         | 0,0         | 0,0         | 0,1         | 0,5      | 0,0      | 0,0      | 0,0      | 0,5   |
| Precipitazioni (mm)             | 37,0        | 39,9        | 34,0        | 44,1        | 33,0        | 18,1        | 5,9         | 12,5        | 53,5        | 75,1        | 70,4        | 74,4        | 151,3    | 111,1    | 36,5     | 199,0    | 497,9 |
| Giorni di pioggia               | 5           | 6           | 5           | 5           | 4           | 2           | 1           | 2           | 5           | 6           | 7           | 7           | 18       | 14       | 5        | 18       | 55    |

### Dati climatologici 1971-2000
In base alle medie climatiche del periodo 1971-2000, la temperatura media del mese più freddo, gennaio, è di +10,3 °C, mentre quella del mese più caldo, agosto, è di +25,4 °C; mediamente si contano zero giorni di gelo all'anno e 26,5 giorni con temperatura massima uguale o superiore ai +30 °C e 0,2 giorni di gelo. I valori estremi di temperatura registrati nel medesimo trentennio sono i -2,0 °C del gennaio 1985 e i +42,0 °C del giugno 1982.
Le precipitazioni medie annue si attestano a 420 mm, mediamente distribuite in 49 giorni di pioggia, con minimo in primavera-estate e moderato picco in autunno.
L'umidità relativa media annua fa registrare il valore di 68,9 % con minimi di 68 % a marzo, ad aprile, a giugno, luglio e ad agosto e massimo di 71 % a maggio; mediamente si contano 7 giorni di nebbia all'anno.
Di seguito è riportata la tabella con le medie climatiche e i valori massimi e minimi assoluti registrati nel trantennio 1971-2000 e pubblicati nell'Atlante Climatico d'Italia del Servizio Meteorologico dell'Aeronautica Militare relativo al medesimo trentennio.
| Capo Bellavista (1971-2000)     | Mesi        | Mesi        | Mesi        | Mesi        | Mesi        | Mesi        | Mesi        | Mesi        | Mesi        | Mesi        | Mesi        | Mesi        | Stagioni | Stagioni | Stagioni | Stagioni | Anno  |
| Capo Bellavista (1971-2000)     | Gen         | Feb         | Mar         | Apr         | Mag         | Giu         | Lug         | Ago         | Set         | Ott         | Nov         | Dic         | Inv      | Pri      | Est      | Aut      | Anno  |
| ------------------------------- | ----------- | ----------- | ----------- | ----------- | ----------- | ----------- | ----------- | ----------- | ----------- | ----------- | ----------- | ----------- | -------- | -------- | -------- | -------- | ----- |
| T. max. media (°C)              | 13,5        | 13,9        | 15,2        | 17,4        | 21,1        | 25,4        | 28,5        | 29,3        | 26,2        | 21,9        | 17,4        | 14,7        | 14,0     | 17,9     | 27,7     | 21,8     | 20,4  |
| T. min. media (°C)              | 8,0         | 7,9         | 8,8         | 10,5        | 14,0        | 17,8        | 20,8        | 21,5        | 18,8        | 15,4        | 11,7        | 9,2         | 8,4      | 11,1     | 20,0     | 15,3     | 13,7  |
| T. max. assoluta (°C)           | 22,6 (1995) | 23,0 (1990) | 23,6 (1990) | 29,4 (1998) | 30,4 (2000) | 42,0 (1982) | 38,2 (2000) | 39,6 (1971) | 34,8 (2000) | 30,4 (1997) | 26,6 (1985) | 24,0 (1989) | 24,0     | 30,4     | 42,0     | 34,8     | 42,0  |
| T. min. assoluta (°C)           | −2,0 (1985) | 0,0 (1986)  | 0,6 (1971)  | 5,2 (1994)  | 6,0 (1974)  | 11,6 (1991) | 14,8 (1990) | 14,6 (1995) | 12,0 (1993) | 6,8 (1974)  | 4,0 (1980)  | −1,6 (1996) | −2,0     | 0,6      | 11,6     | 4,0      | −2,0  |
| Giorni di calura (Tmax ≥ 30 °C) | 0           | 0           | 0           | 0           | 0           | 1,1         | 9,9         | 13,6        | 1,9         | 0,0         | 0,0         | 0,0         | 0,0      | 0,0      | 24,6     | 1,9      | 26,5  |
| Giorni di gelo (Tmin ≤ 0 °C)    | 0,2         | 0,0         | 0,0         | 0,0         | 0,0         | 0,0         | 0,0         | 0,0         | 0,0         | 0,0         | 0,0         | 0,0         | 0,2      | 0,0      | 0,0      | 0,0      | 0,2   |
| Precipitazioni (mm)             | 35,4        | 40,5        | 34,3        | 29,8        | 23,9        | 12,8        | 5,5         | 11,9        | 46,8        | 59,5        | 62,0        | 57,2        | 133,1    | 88,0     | 30,2     | 168,3    | 419,6 |
| Giorni di pioggia               | 5           | 5           | 5           | 5           | 4           | 2           | 1           | 2           | 4           | 5           | 6           | 5           | 15       | 14       | 5        | 15       | 49    |
| Giorni di nebbia                | 0           | 1           | 1           | 2           | 2           | 1           | 0           | 0           | 0           | 0           | 0           | 0           | 1        | 5        | 1        | 0        | 7     |
| Umidità relativa media (%)      | 70          | 69          | 68          | 68          | 71          | 68          | 68          | 68          | 69          | 70          | 69          | 69          | 69,3     | 69       | 68       | 69,3     | 68,9  |

### Dati climatologici 1961-1990
In base alla media trentennale di riferimento (1961-1990) per l'Organizzazione Mondiale della Meteorologia, la temperatura media del mese più freddo, gennaio, si attesta a +10,9 °C; quella del mese più caldo, agosto, è di +25,4 °C. Nel medesimo periodo, la temperatura minima assoluta ha toccato i -2,0 °C nel gennaio 1985 (media delle minime assolute annue di +1,8 °C), mentre la massima assoluta ha fatto registrare i +42,0 °C nel giugno 1982 (media delle massime assolute annue di +34,5 °C). Mediamente si contano annualmente 19 giorni con temperatura massima eguale o superiore ai 30 °C e 0,4 giorni di gelo.
La nuvolosità media annua si attesta a 3,3 okta giornalieri, con minimo in luglio di 1,4 okta giornalieri e massimo di 4,2 okta giornalieri a febbraio.
Le precipitazioni medie annue sono di poco superiori ai 400 mm, con moderato picco in autunno.
| Capo Bellavista (1961-1990)     | Mesi        | Mesi        | Mesi        | Mesi        | Mesi        | Mesi        | Mesi        | Mesi        | Mesi        | Mesi        | Mesi        | Mesi        | Stagioni | Stagioni | Stagioni | Stagioni | Anno  |
| Capo Bellavista (1961-1990)     | Gen         | Feb         | Mar         | Apr         | Mag         | Giu         | Lug         | Ago         | Set         | Ott         | Nov         | Dic         | Inv      | Pri      | Est      | Aut      | Anno  |
| ------------------------------- | ----------- | ----------- | ----------- | ----------- | ----------- | ----------- | ----------- | ----------- | ----------- | ----------- | ----------- | ----------- | -------- | -------- | -------- | -------- | ----- |
| T. max. media (°C)              | 13,6        | 13,8        | 15,0        | 17,3        | 20,8        | 24,8        | 28,2        | 28,7        | 25,9        | 21,8        | 17,6        | 14,7        | 14,0     | 17,7     | 27,2     | 21,8     | 20,2  |
| T. min. media (°C)              | 8,1         | 8,1         | 9,0         | 10,9        | 14,1        | 17,8        | 20,9        | 21,2        | 18,9        | 15,5        | 11,9        | 9,3         | 8,5      | 11,3     | 20,0     | 15,4     | 13,8  |
| T. max. assoluta (°C)           | 23,0 (1962) | 23,8 (1967) | 24,2 (1962) | 25,8 (1962) | 31,8 (1961) | 42,0 (1982) | 41,2 (1965) | 40,0 (1967) | 33,4 (1990) | 28,4 (1973) | 29,0 (1963) | 24,0 (1989) | 24,0     | 31,8     | 42,0     | 33,4     | 42,0  |
| T. min. assoluta (°C)           | −2,0 (1985) | 0,0 (1965)  | 0,3 (1962)  | 5,4 (1987)  | 6,0 (1974)  | 10,6 (1962) | 14,8 (1990) | 16,6 (1982) | 12,8 (1981) | 6,8 (1974)  | 4,0 (1980)  | −0,8 (1961) | −2,0     | 0,3      | 10,6     | 4,0      | −2,0  |
| Giorni di calura (Tmax ≥ 30 °C) | 0           | 0           | 0           | 0           | 0,1         | 0,9         | 7,3         | 9,3         | 1,4         | 0,0         | 0,0         | 0,0         | 0,0      | 0,1      | 17,5     | 1,4      | 19,0  |
| Giorni di gelo (Tmin ≤ 0 °C)    | 0,3         | 0,1         | 0,0         | 0,0         | 0,0         | 0,0         | 0,0         | 0,0         | 0,0         | 0,0         | 0,0         | 0,0         | 0,4      | 0,0      | 0,0      | 0,0      | 0,4   |
| Nuvolosità (okta al giorno)     | 4,1         | 4,2         | 4,1         | 3,9         | 3,4         | 2,5         | 1,4         | 1,8         | 2,8         | 3,7         | 4,0         | 4,1         | 4,1      | 3,8      | 1,9      | 3,5      | 3,3   |
| Precipitazioni (mm)             | 32,0        | 41,8        | 41,0        | 32,4        | 23,2        | 11,4        | 3,9         | 12,9        | 42,9        | 71,0        | 57,5        | 72,7        | 146,5    | 96,6     | 28,2     | 171,4    | 442,7 |
| Giorni di pioggia               | 6           | 5           | 4           | 4           | 3           | 2           | 1           | 1           | 4           | 6           | 6           | 7           | 18       | 11       | 4        | 16       | 49    |

### Dati climatologici 1951-1980
In base alla media trentennale 1951-1980, la temperatura media del mese più freddo, gennaio, si attesta a +10,4 °C; quella del mese più caldo, agosto, è di +24,9 °C. Nel trentennio esaminato, la temperatura massima assoluta di +41,9 °C è stata registrata nell'agosto 1957, mentre la temperatura minima assoluta di -1,6 °C risale al gennaio 1962. Mediamente si contano annualmente 15,5 giorni con temperatura massima eguale o superiore ai 30 °C e 0,2 giorni di gelo.
Le precipitazioni medie annue sono di 478,1 mm, mediamente distribuite in 58 giorni di pioggia, con un picco in autunno ed un minimo tra metà primavera ed inizio autunno, molto accentuato nella stagione estiva.
| Capo Bellavista (1951-1980)     | Mesi        | Mesi        | Mesi        | Mesi        | Mesi        | Mesi        | Mesi        | Mesi        | Mesi        | Mesi        | Mesi        | Mesi        | Stagioni | Stagioni | Stagioni | Stagioni | Anno  |
| Capo Bellavista (1951-1980)     | Gen         | Feb         | Mar         | Apr         | Mag         | Giu         | Lug         | Ago         | Set         | Ott         | Nov         | Dic         | Inv      | Pri      | Est      | Aut      | Anno  |
| ------------------------------- | ----------- | ----------- | ----------- | ----------- | ----------- | ----------- | ----------- | ----------- | ----------- | ----------- | ----------- | ----------- | -------- | -------- | -------- | -------- | ----- |
| T. max. media (°C)              | 13,7        | 14,0        | 15,2        | 17,3        | 20,8        | 24,8        | 28,0        | 28,6        | 25,9        | 21,5        | 17,7        | 14,9        | 14,2     | 17,8     | 27,1     | 21,7     | 20,2  |
| T. min. media (°C)              | 8,1         | 8,1         | 9,1         | 10,9        | 14,2        | 18,0        | 20,8        | 21,2        | 18,9        | 15,3        | 11,8        | 9,4         | 8,5      | 11,4     | 20,0     | 15,3     | 13,8  |
| T. max. assoluta (°C)           | 23,0 (1962) | 23,8 (1967) | 30,0 (1952) | 25,8 (1962) | 31,8 (1961) | 33,8 (1965) | 41,2 (1965) | 41,9 (1957) | 33,1 (1955) | 30,0 (1958) | 29,0 (1963) | 24,0 (1964) | 24,0     | 31,8     | 41,9     | 33,1     | 41,9  |
| T. min. assoluta (°C)           | −1,6 (1962) | −1,5 (1956) | 0,3 (1962)  | 4,7 (1956)  | 6,0 (1974)  | 10,6 (1962) | 15,0 (1958) | 16,7 (1954) | 13,0 (1974) | 6,8 (1974)  | 4,0 (1980)  | −0,8 (1961) | −1,6     | 0,3      | 10,6     | 4,0      | −1,6  |
| Giorni di calura (Tmax ≥ 30 °C) | 0           | 0           | 0           | 0           | 0,1         | 0,7         | 5,9         | 7,8         | 1,0         | 0,0         | 0,0         | 0,0         | 0,0      | 0,1      | 14,4     | 1,0      | 15,5  |
| Giorni di gelo (Tmin ≤ 0 °C)    | 0,1         | 0,1         | 0,0         | 0,0         | 0,0         | 0,0         | 0,0         | 0,0         | 0,0         | 0,0         | 0,0         | 0,0         | 0,2      | 0,0      | 0,0      | 0,0      | 0,2   |
| Precipitazioni (mm)             | 34,9        | 43,5        | 56,8        | 33,2        | 28,6        | 13,3        | 2,7         | 12,9        | 39,5        | 76,4        | 64,6        | 71,7        | 150,1    | 118,6    | 28,9     | 180,5    | 478,1 |
| Giorni di pioggia               | 6           | 6           | 7           | 5           | 4           | 2           | 1           | 2           | 4           | 7           | 7           | 7           | 19       | 16       | 5        | 18       | 58    |

## Valori estremi

### Temperature estreme mensili dal 1946 ad oggi
Nella tabella sottostante sono riportate le temperature massime e minime assolute mensili, stagionali ed annuali dal 1946 ad oggi, con il relativo anno in cui si queste si sono registrate. La massima assoluta del periodo esaminato di +45,4 °C risale al luglio 2023, mentre la minima assoluta di -2,0 °C è del gennaio 1985.
| Capo Bellavista (1946-2023) | Mesi        | Mesi        | Mesi        | Mesi        | Mesi        | Mesi        | Mesi        | Mesi        | Mesi        | Mesi        | Mesi        | Mesi        | Stagioni | Stagioni | Stagioni | Stagioni | Anno |
| Capo Bellavista (1946-2023) | Gen         | Feb         | Mar         | Apr         | Mag         | Giu         | Lug         | Ago         | Set         | Ott         | Nov         | Dic         | Inv      | Pri      | Est      | Aut      | Anno |
| --------------------------- | ----------- | ----------- | ----------- | ----------- | ----------- | ----------- | ----------- | ----------- | ----------- | ----------- | ----------- | ----------- | -------- | -------- | -------- | -------- | ---- |
| T. max. assoluta (°C)       | 24,0 (2016) | 27,0 (2020) | 31,4 (2001) | 29,4 (1998) | 33,4 (2022) | 42,0 (1982) | 45,4 (2023) | 41,9 (1957) | 36,4 (2016) | 32,8 (2023) | 29,0 (1963) | 27,0 (2009) | 27,0     | 33,4     | 45,4     | 36,4     | 45,4 |
| T. min. assoluta (°C)       | −2,0 (1985) | −1,5 (1956) | −0,8 (1949) | 2,6 (2022)  | 6,0 (1974)  | 10,4 (2006) | 14,8 (1990) | 14,6 (1995) | 12,0 (1993) | 6,8 (1974)  | 2,2 (2005)  | −1,6 (1996) | −2,0     | −0,8     | 10,4     | 2,2      | −2,0 |